# Paraí
Paraí é um município brasileiro do estado do Rio Grande do Sul. É um grande produtor de basalto, uma rocha de origem vulcânica. Sua população estimada é de 7.793 habitantes (IBGE/2021).

## História
A origem do nome do município data de 1 de setembro de 1912, na ocasião do traçado do centro da localidade por Sizinio Curzel, agrimensor contratado pelo fazendeiro Henrique Lenzi. Nevava no dia e, enquanto um grupo estava reunido tomando chimarrão, o fazendeiro propôs batizar o lugar, antes conhecido como freguesia do "Pahú Fincado", com o nome de Para-ahí, que correspondia à situação do momento, isto é, parados e imobilizados pela abundante neve. Pela contração, Para-ahí tornou-se Parahi, originando, em agosto de 1943, o nome definitivo.
Até 1925, Paraí pertenceu ao município de Lagoa Vermelha, sendo elevado a 13º Distrito em novembro de 1927. Foi desmembrado e passou a ser 5º Distrito de Nova Prata em 24 de outubro de 1932, denominando-se Flores da Cunha. Posteriormente, em 1938, retomou seu primitivo nome.
Paraí foi oficializado município pela Lei nº 4.977, assinada pelo governador Ildo Meneghetti em 9 de julho de 1965.